# Raizen
Raitzen, Ratzen oder Rascier, venezianisch Rassiani. ungarisch Racz sind historische Bezeichnungen für Serben, die bis ins frühe 19. Jahrhundert verwendet wurden und von der historischen Region Raszien abstammen.

## Geschichte

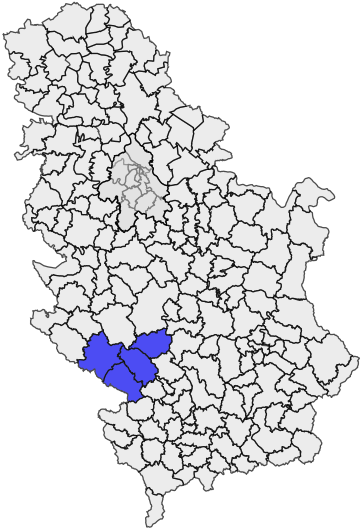
Zentrum der Region Raszien im engsten Sinne im Südwesten des heutigen Serbien

Das Land der Raŝkane wurde je nach temporären geopolitischen Strategien zwischen Donau, Save und Bârzava auf historischen Karten im Machtbereich der Habsburger editiert.
Im 15. Jahrhundert begann im Königreich Ungarn die Ansiedlung von aus dem Osmanischen Reich geflüchteten orthodoxen Slawen. Es entstanden große raizische Gemeinden während der Herrschaft der Könige Sigismund, Matthias Corvinus, des Reichsverwesers János Hunyadi und vor allem unter König Leopold I. in Buda, Pest, Komárom, Esztergom, Szentendre und Arad. Im Türkenkrieg von 1683 bis 1699 flüchteten Tausende orthodoxe Slawen aus dem Osmanischen Reich nach Norden. Leopold I. erlaubte der raizischen Communität die Ansiedlung und sicherte Religionsfreiheit zu. Der geflohene Patriarch von Peć, Arsenije III. Črnojević, war von 1691 bis 1706 erster Metropolit in Ungarn mit Sitz in Szentendre.
Heute gibt es noch einige ungarische Orte, deren ungarische Namen mit der Vorsilbe Rác beginnen und einen Hinweis auf ihre raizische Vergangenheit geben, zum Beispiel Rácalmás, Ráckeresztúr und Ráckeve. Der alte deutsche Name Raitzenstadt für Novi Sad bezog sich auf die Raizen. Im heutigen ersten Bezirk der Stadt Budapest wurde der Bezirksteil Tabán wegen seines hohen slawischen Anteils von deutschen Einwohnern Raizenstadt genannt. Auch die Wiener Vorstadt Magdalenengrund hieß früher Razenstadl. Im Wiener Dialekt sind sowohl die Termini Rai(t)zen als auch Razen ambivalent konnotiert. Der Familienname Rácz bezieht sich auch auf die Raizen. Bedeutende Persönlichkeiten der raizischen Bevölkerung waren u. a. Teodor Janković-Mirijevski, der in Karlóca geborene Jovan Rajić und Dositej Obradović aus Csák.